# 油尖旺区

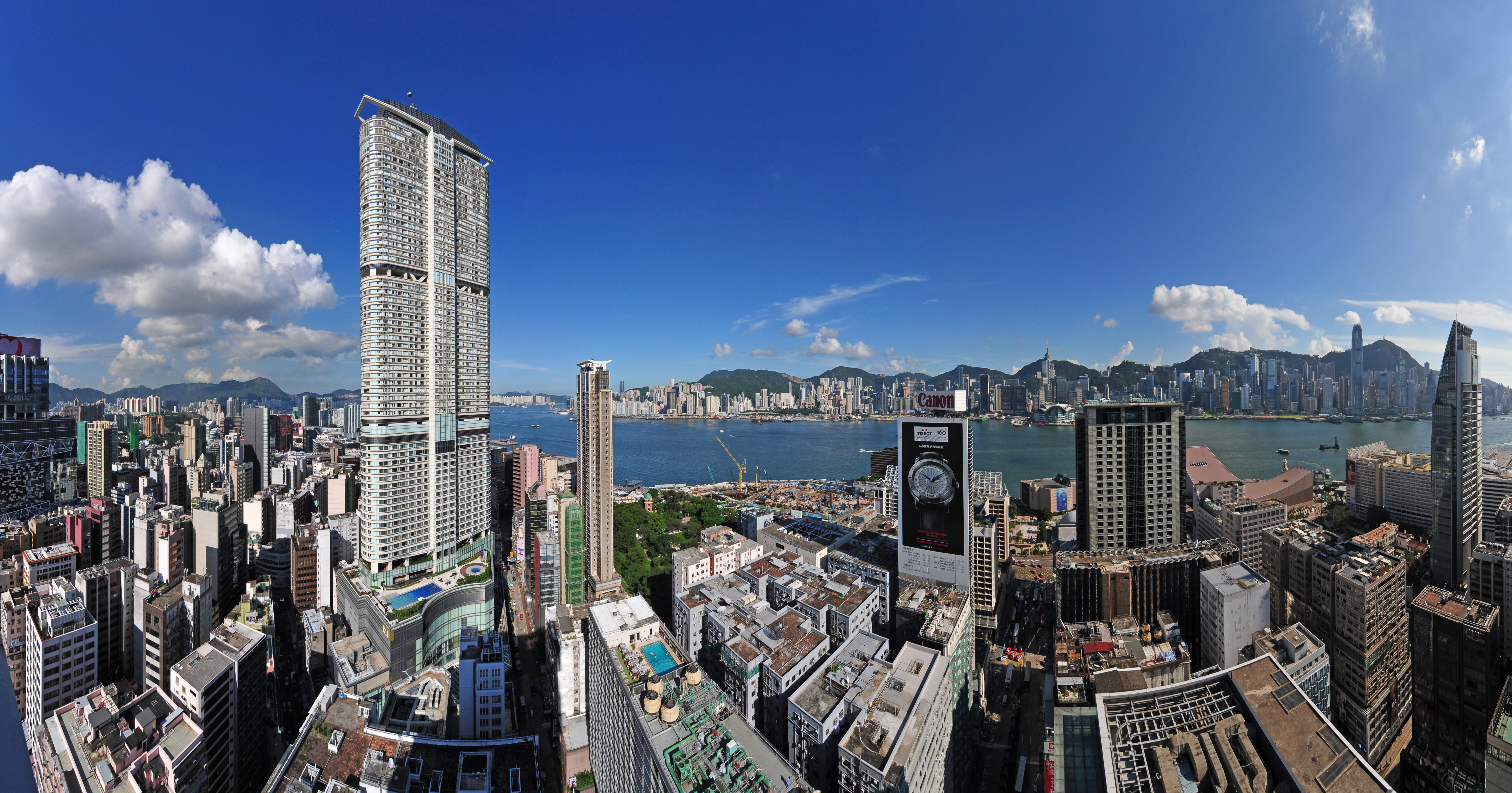
尖沙咀

油尖旺区（ゆうせんおうく、広東語読み：ヤウチムウォンキョイ）は香港の行政区画の一つ。九龍半島の西に位置し、九龍の中心市街地を含む。香港の行政区で3番目に人口密度が高い。

## 歴史
油尖旺区は1982年に成立した「油尖区」と「旺角区」が1994年に合併して成立した。名前は油麻地（ヤウマーテイ）、尖沙咀（チムサーチョイ）、旺角（モンコック）の頭文字による。合併前の旺角区は、香港で最も面積が小さく人口密度が最大だった。

## 教育

### 大学
- 香港理工大学

### 中学校
- 官立嘉道理爵士中学（西九龍）（中国語版）
- 嘉諾撒聖瑪利書院（中国語版）
- 九龍華仁書院（中国語版）
- 麗澤中学（中国語版）
- 聖公会諸聖中学（中国語版）
- 伊利沙伯中学（中国語版）
- 聖芳済書院（中国語版）
- 港九潮州公会中学（中国語版）
- 循道中学（中国語版）
- 基督教香港信義会信義中学（中国語版）
- 天主教新民書院（中国語版）
- 中華基督教会銘基書院（中国語版）
- 真光女書院
- 世界龍岡学校劉皇発中学（中国語版）
- 保良局荘啓程預科書院（中国語版）
- 抜萃女書院（中国語版）
- 九龍三育中学（中国語版）
- 香港管理専業協会李国宝中学（中国語版）
- 明愛白英奇専業学校（中国語版）

### 小学校
- 嘉諾撒聖瑪利学校
- 徳信学校（中国語版）
- 循道学校（中国語版）
- 佐敦道官立小学
- 広東道官立小学（中国語版）
- 油蔴地天主教小学（中国語版）
- 油麻地天主教小学（海泓道）（中国語版）
- 東華三院羅裕積小学
- 中華基督教会湾仔堂基道小学
- 油麻地街坊会学校（中国語版）
- 東莞同郷会方樹泉学校
- 中華基督教会協和小学（中国語版）
- 塘尾道官立小学
- 聖公会基栄小学（中国語版）
- 鮮魚行学校（中国語版）
- 中華基督教会基全小学
- 路徳会沙崙学校（中国語版）
- 大角嘴天主教小学（中国語版）
- 大角嘴天主教小学（海帆道）
- 九龍婦女福利会李炳紀念学校（中国語版）
- 抜萃女小学（中国語版）
- 保良局陳守仁小学（中国語版）
- 優才（楊殷有娣）書院（中国語版）（旺角志潔分校）
- 香港道爾頓学校

## 交通

### 鉄道
- 香港MTR

- ■屯馬線

（屯門方面）- 柯士甸駅 - 尖東駅 - 紅磡駅 - （烏渓沙方面）
- ■東鉄線

（金鐘方面）- 紅磡駅 - 旺角東駅 -（羅湖方面）
- ■観塘線

（黄埔方面）- 油麻地駅 - 旺角駅 - 太子駅 -（調景嶺方面）
- ■荃湾線

（中環方面）- 尖沙咀駅 - 佐敦駅 - 油麻地駅 - 旺角駅 - 太子駅 -（荃湾方面）
- ■機場快線

（香港駅方面）- 九龍駅 - （空港方面）
- ■東涌線

（香港駅方面）- 九龍駅 - 奥運駅 -（東涌方面）
- 香港MTR・中国鉄路総公司

- 広深港高速鉄道

香港西九龍駅 - （深圳・広州方面）

### 道路
幹線道路
- ：香港海底トンネル
- ：西区海底トンネル（中国語版）、西九龍公路（中国語版）
- ：西九龍走廊（中国語版）

市区道路
- 界限街
- 太子道西
- 彌敦道
- 亜皆老街（中国語版）
- 窩打老道
- 桜桃街（中国語版）
- 広東道（中国語版）
- 上海街
- 加士居道（中国語版）
- 漆咸道南（中国語版）
- 柯士甸道
- 佐敦道（中国語版）
- 渡船街（中国語版）
- 梳士巴利道（中国語版）